# Né d'aucune femme
Né d'aucune femme est un roman de Franck Bouysse paru le 10 janvier 2019 aux éditions de La Manufacture de livres et ayant reçu le prix des Libraires 2019,. Dans un univers dominé par la violence et la misère, il met en scène la servitude éprouvante de Rose, achetée comme domestique par des maîtres tyranniques et cruels prêts à l’abjection pour perpétuer leur lignée. En se jouant des attentes du lecteur par la confusion des homonymes, ce roman est également le récit d'un infanticide. 

## Résumé
Le Père Gabriel, 28 ans, reçoit au confessionnal la demande d'une femme au visage couvert de faire sortir de l'asile les cahiers de Rose, dont il va être chargé de bénir le corps. 44 ans plus tard, il publie le texte entrecoupé des récits annexes des personnages qui l'ont connue. Dans son journal, Rose décrit le récit de ses souffrances. Issue d'une famille paysanne misérable, son père Onésime l'a vendue comme domestique à Charles, le Maître des Forges. Dans son manoir, elle endure une vie d’humiliations et de privations avant d'être violée. Sous la surveillance de la vieille, elle tente en vain de se libérer avec l’aide d'Edmond, le demi-frère de Charles, qui demeure trop lâche pour réaliser sa promesse de l'aider à l'enfuir. De son côté, Onésime, rongé par la culpabilité, tente en vain de la délivrer mais meurt assassiné sous les yeux de sa fille. Cette dernière apprend qu'elle a été achetée pour perpétuer la lignée de son maître et bourreau. Prétendument malade, l'épouse de Charles est en réalité morte depuis plusieurs mois. Le médecin la conserve afin que, une fois la naissance d'un héritier assurée, Charles puisse toucher la dot en déclarant que son épouse, battue à mort, est victime d'une fausse couche. Enfermée dans un asile après avoir empoisonné son agresseur, Rose met au monde un fils, qui lui est enlevé, et rencontre une pensionnaire également nommée Rose, enfermée pour infanticide. Elle est la femme d'Edmond et son emprisonnement permet de faire pression sur ce dernier. Lorsque Gabriel rend visite à Edmond, le récit permet de comprendre que ce n'est pas la fille d'Onésime mais la femme d'Edmond qui est enterrée au début du roman. Edmond lui apprend que la vieille est morte d'un coup de sabot. Gabriel part à l'asile et questionne le docteur, qui lui apprend qu'il a acheté le domaine du château avant de comprendre les motifs de sa venue et de lui ordonner de partir. À la fin du roman, Gabriel, alors âgé, confie ses ultimes souvenirs, permettant de comprendre que le sacristain Charles n'est autre que l'enfant de Rose et qu'il s'est enfui depuis avec elle et Edmond.

## Personnages
- Rose, 14 ans, enfant vendue par son père au maître des Forges.
- sa famille, à la ferme des Landes : le père (Onésime), la mère non nommée et trois sœurs (dont Rachel et Suzanne) ;
- le maître des Forges (Charles), sa mère (la vieille) et l'épouse souffrante (Marie) ;
- Edmond, jardinier-palefrenier au service du maître des Forges ;
- le Père Gabriel, et son sacristain muet Charles ;
- l'infirmière de l'asile (Eugénie, Génie) ;
- le docteur et directeur de l'asile ;
- l'autre Rose, épouse d'Edmond, enfermée à l'asile...

## Réception critique
La presse réserve dans l'ensemble un accueil plutôt enthousiaste au roman. Ainsi le chroniqueur du Monde Christophe Claro est « tout bonnement ébloui par le nouveau roman de Franck Bouysse » et pour le quotidien La Libre Belgique, le roman Né d’aucune femme est « une merveille d’écriture et d’émotion ».
Le roman reçoit aussi un bon accueil auprès du public avec 30 000 exemplaires vendus juste avant l'obtention du prix des libraires le 15 mai 2019,. Le roman est également récompensé par le Grand prix des lectrices de Elle (policier, 2019) et le prix Babelio 2019.

## Éditions
- La Manufacture de livres, 2019  (ISBN 978-2-35887-271-3)[6]
- Le Livre de poche, 2020,  (ISBN 978-2-2530-4480-2), 333 p.

## Prix
- prix des Libraires 2019[1],[2]
- Grand prix des lectrices de Elle (policier, 2019)[5]
- Prix Babelio - Littérature Française 2019